# Ракетні удари Ірану по Пакистану (2024)
16 січня 2024 року Іран здійснив серію ракетних ударів і ударів безпілотників по Пакистанській провінції Белуджистан, стверджуючи, що вони були спрямовані проти іранського белуджського бойового угруповання Джаїш аль-Адль.
Інцидент стався наступного дня після аналогічної серії авіаударів та ударів безпілотників на території Іраку та Сирії, яку Іран здійснив, стверджуючи, що вона була спрямована на регіональну штаб-квартиру ізраїльської розвідки Моссад та кілька опорних пунктів терористичних угруповань у відповідь на вибухи в Кермані 3 січня, відповідальність за які взяла на себе Ісламська Держава. Уряд Пакистану засудив напад і заявив, що Іран вбив двох дітей в результаті «неспровокованого порушення» повітряного простору Пакистану.
18 січня Пакистан в рамках операції «Marg Bar Sarmachar» завдав авіаударів у відповідь в іранській провінції Систан і Белуджистан, стверджуючи, що завдав ударів по укриттях белуджських сепаратистів, які беруть участь у конфлікті проти Пакистану. Іранський уряд заявив, що в результаті авіаударів загинуло семеро іноземних громадян, у тому числі три жінки і четверо дітей.

## Реакції

### Пакистан
Пакистан засудив те, що він назвав «неспровокованим порушенням свого повітряного простору з боку Ірану», заявивши, що «ще більше занепокоєння викликає той факт, що цей незаконний акт відбувся, попри існування декількох каналів зв'язку між Пакистаном та Іраном». 17 січня 2024 року Пакистан відкликав свого посла в Ірані. Представник міністерства закордонних справ заявив, що напад є кричущим порушенням суверенітету Пакистану і вважає його «неприйнятним», додавши, що Пакистан залишає за собою право відповісти на цей «незаконний» акт. Пакистан також заборонив іранському послу повертатися на свою посаду.

### Іран
Міністр оборони Мохаммад-Реза Гараї Аштіані заявив у телевізійній промові, що «для нас не має значення, звідки загрожує Ісламській Республіці, ми матимемо пропорційну, рішучу та тверду реакцію».
Міністр закордонних справ Хосейн Амір Абдоллахіян уточнив, що удари були спрямовані проти «іранської терористичної групи» і що «жоден із громадян дружньої та братньої країни Пакистан не був ціллю іранських ракет і безпілотників».

### Інші країни
- Китай: Речниця МЗС Мао Нін закликала Іран і Пакистан проявити «стриманість» і «уникати дій, які можуть призвести до ескалації напруженості», додавши при цьому, що обидві країни вважаються «близькими сусідами» Пекіна[3].
- Індія: Міністерство закордонних справ оприлюднило офіційну заяву, в якій задекларувало нейтралітет країни щодо «питання між Іраном і Пакистаном», а також підкреслило «безкомпромісну позицію нульової толерантності до тероризму» індійського уряду, пояснивши, що розуміє «дії, які країни вживають для самозахисту» проти терористичних організацій[8].
- Росія: Міністерство закордонних справ закликало Пакистан та Іран проявити максимальну стриманість і вирішити свої розбіжності дипломатичним шляхом, інакше вони ризикують зіграти на руку тим, хто хотів би бачити регіон зануреним у хаос[9].
- Сполучені Штати: Державний департамент засудив іранську атаку, зазначивши, що Іран порушив «суверенні кордони трьох своїх сусідів лише за останні кілька днів»[10].

### Наднаціональні організації
- Європейський Союз: Блок висловив «найбільшу стурбованість» нападом Ірану, а також нападом Пакистану наступного дня, заявивши, що «вони порушують суверенітет і територіальну цілісність країн» і спричиняють «дестабілізуючий вплив на регіон».[11]

- ООН: Генеральний секретар Антоніу Гутерреш закликав Іран і Пакистан «виявляти максимальну стриманість», заявивши, що він глибоко стурбований обміном військових ударів між двома країнами[12].